# 吉娜·格萊尼斯
吉娜·霞也·格萊尼斯（英語：Kina Kasuya Grannis，1985年8月4日—），是一位美國吉他手、歌手和YouTuber。格萊尼斯是2008年多力多滋Crash the Super Bowl比賽的獲勝者，贏得了Interscope Records的唱片合同，並於2008年2月3日在第42屆超級碗的廣告中播放了她的音樂影片。
2010年，格萊尼斯發行了她的專輯《Stairwells》和單曲《In Your Arms》，並透過這些音樂視頻在艾倫·狄珍妮秀和吉米·坎摩爾直播秀上亮相。她於2014年加入了眾籌平台Patreon，隨後推出了專輯《Elements》。在為《Elements》巡迴演出時，格萊尼斯在印尼被拘留了一百天。
與王夫製作長期合作的她最終在YouTube Red原創浪漫喜劇系列《Single by 30》中擔任主演。2018年，格萊尼斯發行了她的首張由聽眾支持的唱片公司發行的專輯《In the Waiting》，不久後她客串了屢獲殊榮的票房大片《瘋狂亞洲富豪》，並開始了國際巡迴演出。

## 早年生活和職業生涯
格萊尼斯在加州的米申維耶霍長大。 她就讀了維耶霍小學和紐哈特中學，然後在1999年至2003年期間就讀於卡皮斯特拉諾谷高中。格萊尼斯於2003年進入洛杉磯的南加州大學。同年，她發行了專輯《Sincerely, Me.》。 2007年，她以心理學專業取得傑出成績並畢業於南加州大學。在校期間，她還被選為 Phi Beta Kappa 學術協會的成員。

## 個人生活
格萊尼斯有兩位姊妹，分別是米薩和艾米，她們偶爾會出現在她的視訊部落格中，並陪伴她參加音樂會和巡迴演出。她的父親戈登是一名脊椎按摩師，而母親特里西是一名平面設計師。
2013年8月31日，格萊尼斯與長期合作的音樂合作者傑西·愛潑斯坦（Jesse Epstein）在加利福尼亞州洛杉磯舉行了一場小型儀式，結為夫妻。他們在此之前已經約會了11年。他們是在2002年 Capistrano Valley 高中相識的，當時傑西比基納年級低。格萊尼斯使用她婚禮的片段製作了她的歌曲“My Dear”音樂視頻。2021年6月，在與不孕症作鬥爭多年後，格蘭尼斯宣布她和丈夫即將迎來一個女兒。
2015年9月14日，格萊尼斯和她的樂隊離開洛杉磯前往印尼雅加達。這是他們東南亞巡迴演出的第一場音樂會。由於工作簽證問題，她在該國被拘留了100天。在這段時間裡，她被告知不要談論自己的困境或製作任何YouTube影片。在每天等待更新的同時，她寫了兩首歌曲：《California》和《For Now》。

### 慈善事業
身為癌症研究的忠實支持者，格萊尼斯多年來一直積極參與南加州生命接力活動。
2007年底，她為“Band Together: To Fight Measles”慈善專輯貢獻了自己的音樂。
2008年10月，她參加了舊金山的耐吉女子馬拉松，以支持白血病淋巴瘤協會並紀念她的母親，籌集了6000美元。
2009年，慈善組織 Sister to Sisters 採納了她的歌曲《Message from Your Heart》。
2011年，格萊尼斯將她的歌曲《Message from Your Heart》捐贈到了一張公益專輯中，該專輯作為2011年東北地震和海嘯的更廣泛救援工作的一部分而發行。
2012年，她發起了一個名為 Run Team Kina 的慈善項目，致力於促進個人健康和保健，並為白血病淋巴瘤協會籌集資金。Run Team Kina 在2012年為白血病和淋巴瘤協會籌集了71,886美元。
2023年，母親的癌症復發後，格萊尼斯發起了一項為期數月的獻血者登記倡議，包括擔任北加州櫻花節大遊行的大元帥。

## 外部連結
- 官方網站 （页面存档备份，存于）